# Plicofollis
Plicofollis — рід риб з родини Арієві ряду сомоподібних. Має 8 видів.

## Опис
Загальна довжина представників цього роду коливається від 36 до 62 см. Голова помірно або сильно широка, сплощена зверху. Її довжина невеличка. Очі маленькі або середнього розміру. На обох щелепах є 3 пари вусів. Тулуб масивний, витягнутий. Спинний плавець піднято догори, з короткою основою, з 1 гострим шипом. Грудні плавці широкі. Анальний плавець помірно довгий. Жировий плавець маленький. Хвостовий плавець витягнутий, з загостреними кінчиками, сильно розрізаний.
Забарвлення коричневе, чорне, черево кремове або білувате. Є види з контрастними плямами.

## Спосіб життя
Зустрічаються у морських, солонуватих та прісних водах, переважно в естуарних мангрових зонах. Активні у присмерку або вночі. Живляться водними безхребетними і рибою.

## Розповсюдження
Поширені від берегів Нової Гвінеї до Південної Африки. Інколи трапляються біля Філіппін.

## Види
- Plicofollis argyropleuron
- Plicofollis dussumieri
- Plicofollis layardi
- Plicofollis magatensis
- Plicofollis nella
- Plicofollis platystomus
- Plicofollis polystaphylodon
- Plicofollis tenuispinis
- Plicofollis tonggol